# 42609 Daubechies
42609 Daubechies este o planetă minoră (asteroid) din Mars-crossing asteroid⁠(d). A fost descoperită pe 27 februarie 1998 la Observatorul La Silla de Eric Walter Elst. 
Obiectul prezintă o orbită caracterizată de o semiaxă mare de 2,3614449871338 UAi, o excentricitate de 0,3, o înclinație de 4,8 ° în raport cu ecliptica.